# Sceicco Ubeydullah
Lo Sceicco Ubeydullah (in curdo:  شێخ عوبەیدوڵڵای نەھری, Şêx Ubeydelayê Nehrî), noto anche come Sayyid Ubeydullah, (Şemdinli, 1826 – 1883) è stato una personalità religiosa ottomana e il leader della prima moderna lotta nazionalista curda.
Ubeydullah chiese il riconoscimento dalle autorità dell'Impero ottomano e della dinastia Qajar per uno stato curdo indipendente, o Kurdistan, che avrebbe governato senza interferenze da parte delle autorità ottomane o Qajar.
Lo sceicco Ubeydullah era un influente proprietario terriero nel XIX secolo e un membro della potente famiglia curda Şemdinan di Nehri. Era figlio dello sceicco Taha e nipote dello sceicco Salih, dal quale ereditò la guida della confraternita Naqshbandiyya a Şemdinan. Dopo la repressione della sua ribellione, fu esiliato prima a Istanbul, e poi nell'Hegiaz dove morì.

## Ascesa al potere
La comparsa di studiosi e capi islamici, o sceicchi, come leader nazionali tra i curdi era il risultato dell'eliminazione dei principati curdi semi-autonomi ereditari nell'Impero ottomano, specialmente in seguito alle politiche di centralizzazione ottomana all'inizio del XIX secolo. Lo sceicco Ubeydullah era uno dei numerosi leader religiosi che erano lì presenti per riempire il vuoto e ristabilire un senso di legalità negli ex principati che da allora erano stati lasciati ai capi in lotta. Nonostante le precedenti rivolte dei leader curdi per riaffermare il controllo sui territori, principalmente sui loro ex principati, lo sceicco Ubeydullah è considerato il primo leader curdo la cui causa era nazionalista e che desiderava stabilire uno stato etnico curdo.
Lo sceicco Ubeydullah proveniva da una famiglia già potente, i Şemdinan, della regione omonima Şemdinan, che possedevano considerevoli quantità di terre nelle aree curde dell'Impero ottomano. Durante la guerra russo-turca alla fine degli anni '70 dell'Ottocento, Ubeydullah guidò le forze tribali curde, difendendo l'Impero ottomano dai russi. All'indomani della guerra, riempì il vuoto politico lasciato dalla devastazione nell'area e assunse la guida curda nella regione.

## Personalità e nazionalismo curdo

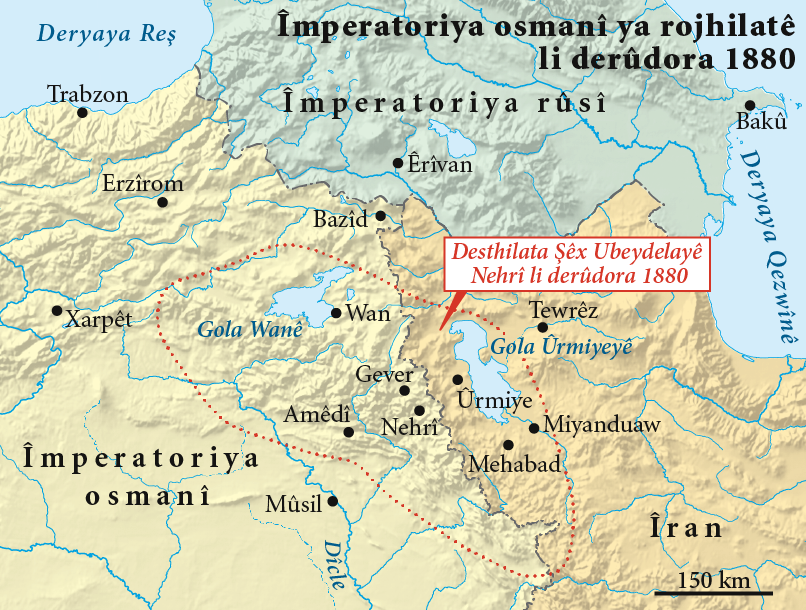
Mappa sulla rivolta, 1880

In una chiara indicazione delle intenzioni nazionaliste curde, Ubeydullah scrisse in una lettera a un missionario cristiano della regione:
Ubeydullah fu in grado di ottenere il sostegno militare delle tribù curde e dei cristiani nestoriani della regione di Hakkari. Una lettera scritta da un missionario cristiano che era in costante contatto con Ubeydullah osservava:

## Spedizioni e successiva caduta

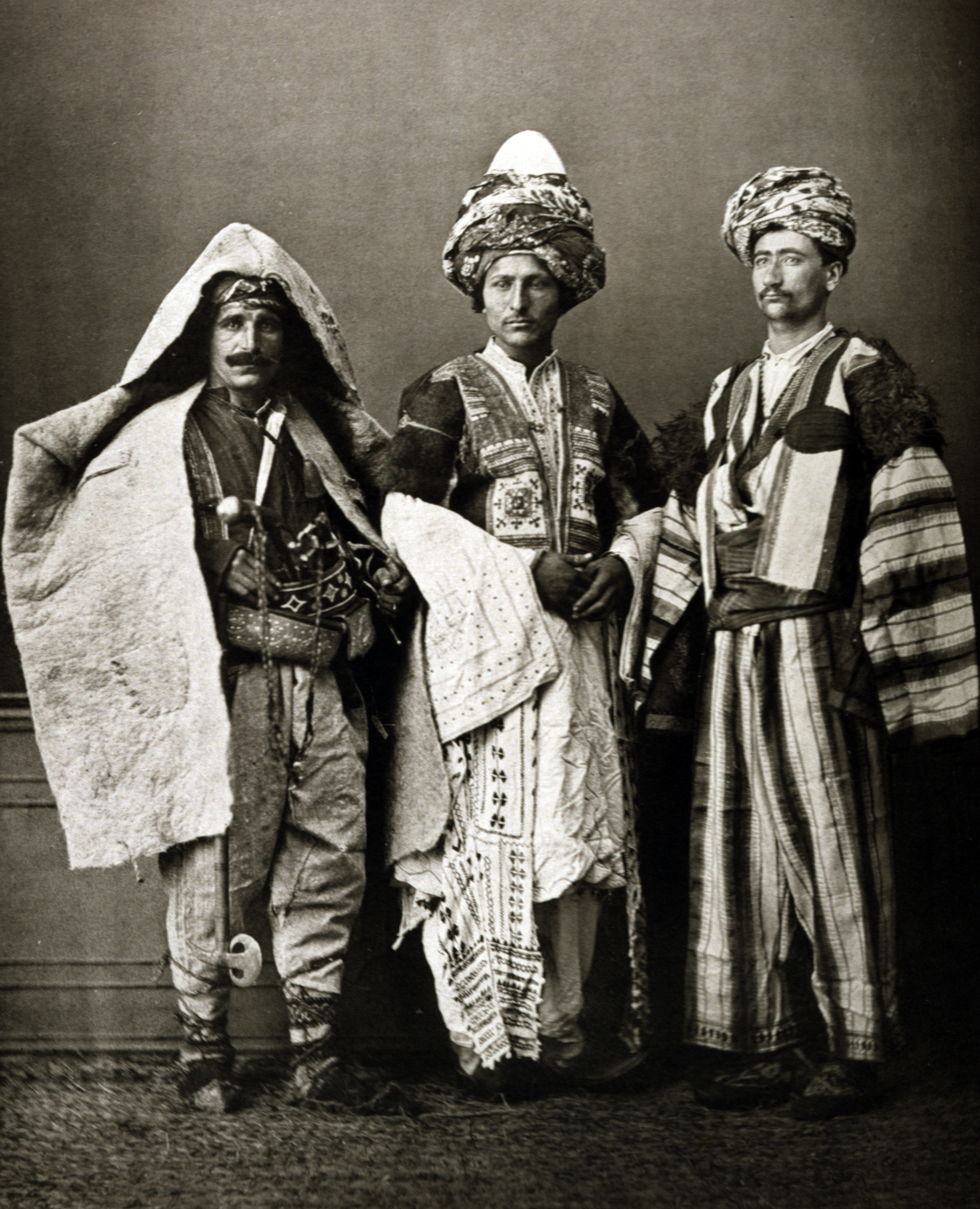
Tribù curde, 1873.

Lo sceicco Ubeydullah fu in grado di affermare con successo il suo controllo sull'area ottenendo il sostegno delle tribù curde che speravano nel suo obiettivo di ristabilire l'ordine nella regione devastata dalla guerra. La corrispondenza britannica durante l'apice del potere di Ubeydullah indica che fu in grado di affermare con successo il controllo su una vasta regione che estendeva le ex confederazioni di Bohtan, Badinan, Hakkari e Ardalan. Un politico della fine del XIX secolo, Lord George Curzon, scrisse:
Nel 1880, la milizia di Ubeydullah con il supporto di mercenari della tribù assira Tiyari invase i territori curdi nord-occidentali della dinastia Qajar nel tentativo di espandere il proprio controllo. Ubeydullah chiese il riconoscimento di uno stato curdo e il suo dominio sulla regione. La sua milizia fu sconfitta dall'esercito Qajar e ritirò le sue forze nei territori ottomani. Di fronte agli attacchi da entrambi i lati del suo territorio, Ubeydullah alla fine si arrese alle autorità ottomane nel 1881 che lo portarono a Istanbul. Lì fu intervistato dal missionario americano Henry Otis Dwight al quale spiegò che ciò che voleva per il Kurdistan, era ispirato dal Masnavi del sufi Celaleddin Rumi. Da Istanbul fuggì e tornò per qualche tempo a Nehri. Nel 1882 tentò di lanciare un'altra ribellione, ma presto fu nuovamente arrestato dall'Impero ottomano e mandato in esilio nell'Hegiaz, (l'attuale Arabia Saudita). Morì alla Mecca nel 1883.